# 1674
Il 1674 (MDCLXXIV in numeri romani) è un anno  del XVII secolo.

## Eventi
- Le isole di Guadalupa e Martinica passano sotto il controllo diretto della Corona francese.
- 19 febbraio – Trattato di Westminster: Pace separata che mette fine alla Terza guerra anglo-olandese.
- 21 maggio – Giovanni III Sobieski viene eletto Re della Confederazione polacco-lituana.
- 7 luglio – Con un colpo di Stato del Senato messinese ha inizio la Rivolta antispagnola di Messina; la città di Messina si ribella alla Corona di Spagna (titolare del Regno di Sicilia) e costituendosi in repubblica oligarchica, si proclama indipendente dal Regno di Sicilia dopo aver chiesto aiuto ai francesi. Il conflitto durerà quasi quattro anni, concludendosi nell'aprile 1678, e vedrà coinvolti, in aiuto dell'Impero spagnolo e del Regno di Sicilia, il Regno di Napoli, la Repubblica di Genova, il Ducato di Milano e l'Olanda.
- Inizio della neutralità svizzera.
- 11 agosto – Nell'ambito della Guerra d'Olanda ci fu la Battaglia di Seneffe tra l'esercito francese e quello olandese.

## Nati

### Gennaio
- 1º gennaio - Kaikhosro di Cartalia, re († 1711)
- 2 gennaio - Bernardino Fergioni, pittore e incisore italiano († 1738)
- 7 gennaio - Corrado Gonzaga di Palazzolo, nobile italiano († 1751)
- 9 gennaio - Reinhard Keiser, musicista e compositore tedesco († 1739)
- 13 gennaio - Prosper Jolyot de Crébillon, poeta e drammaturgo francese († 1762)
- 18 gennaio - Alexis Simon Belle, pittore francese († 1734)
- 18 gennaio - Nicolas-Henri Tardieu, incisore francese († 1749)
- 22 gennaio - Dorotea Maria di Sassonia-Gotha-Altenburg, principessa († 1713)
- 23 gennaio - Matteo Egizio, storico, bibliotecario e numismatico italiano († 1745)
- 27 gennaio - Francesco Alessandro di Nassau-Hadamar, nobile tedesco († 1711)
- 29 gennaio - Justus Henning Böhmer, giurista e storico tedesco († 1749)

### Febbraio
- 11 febbraio - Jean-Baptiste Du Halde, storico, sinologo e gesuita francese († 1743)
- 28 febbraio - Christian Gyldenløve, generale danese († 1703)

### Marzo
- 3 marzo - Friedrich Karl von Schönborn-Buchheim, vescovo cattolico tedesco († 1746)
- 12 marzo - Girolamo di Colloredo-Waldsee, nobile e diplomatico austriaco († 1726)
- 13 marzo - Jean-Louis Petit, chirurgo francese († 1750)
- 15 marzo - Jean Barbeyrac, giurista francese († 1744)
- 29 marzo - Johan Jacob Döbelius, medico tedesco († 1743)

### Aprile
- 4 aprile - Jan Aalmis, pittore e ceramista olandese († 1755)
- 5 aprile - Elisabetta Sofia di Brandeburgo, principessa († 1748)
- 9 aprile - Carlo Pertusati, nobile e politico italiano († 1755)
- 14 aprile - Niccolò Nannetti, pittore italiano († 1749)
- 18 aprile - Charles Townshend, II visconte Townshend, nobile britannico († 1738)

### Maggio
- 15 maggio - John Cecil, VI conte di Exeter, nobile e politico inglese († 1721)
- 23 maggio - James Scott, conte di Dalkeith, nobile scozzese († 1705)

### Giugno
- 2 giugno - Matthias Buchinger, artista, calligrafo e illusionista tedesco († 1740)
- 7 giugno - Antonio Maria Pallavicini, patriarca cattolico italiano († 1749)
- 16 giugno - Gaetano I Sforza Cesarini, II principe di Genzano, principe italiano († 1727)
- 20 giugno - Nicholas Rowe, poeta e drammaturgo inglese († 1718)
- 22 giugno - Jean-Philippe-Eugène de Mérode-Westerloo, militare belga († 1732)
- 26 giugno - Armand I de Rohan-Soubise, cardinale e politico francese († 1749)
- 28 giugno - Pier Leone Ghezzi, pittore italiano († 1755)

### Luglio
- 17 luglio - Isaac Watts, teologo, compositore e poeta britannico († 1748)
- 27 luglio - Filippo Luci, politico italiano († 1752)
- 28 luglio - Charles Boyle, IV conte di Orrery, politico irlandese († 1731)

### Agosto
- 2 agosto - Filippo II di Borbone-Orléans, nobile, politico e generale francese († 1723)
- 4 agosto - Clemente Domenico Rospigliosi, II principe Rospigliosi, nobile italiano († 1752)
- 9 agosto - František Kaňka, architetto ceco († 1766)
- 11 agosto - Ferenc Gyulay, generale austriaco († 1728)
- 12 agosto - Maria di Lorena, principessa († 1724)
- 14 agosto - Antonio Maria Biscioni, filologo, bibliotecario e religioso italiano († 1756)
- 20 agosto - Cristiano Carlo di Schleswig-Holstein-Sonderburg-Plön-Norburg, militare tedesco († 1706)
- 24 agosto - Alessandro Arrigoni, vescovo cattolico italiano († 1718)
- 30 agosto - Alberico III Cybo-Malaspina, sovrano italiano († 1715)

### Settembre
- 1º settembre - Gianfrancesco Gonzaga, nobile e militare italiano († 1720)
- 14 settembre - Giovanni Antonio Guadagni, cardinale e vescovo cattolico italiano († 1759)
- 17 settembre - Ernesto Augusto II di Hannover, nobile tedesco († 1728)
- 20 settembre - Eustachio Manfredi, matematico, astronomo e poeta italiano († 1739)
- 29 settembre - Jacques-Martin Hotteterre, flautista, compositore e fagottista francese († 1763)

### Ottobre
- 3 ottobre - Giampietro Zanotti, pittore, storico dell'arte e poeta italiano († 1765)
- 7 ottobre - Leopoldo di Schleswig-Holstein-Sonderburg-Wiesenburg, nobile polacco († 1744)
- 8 ottobre - Antonino Serafino Camarda, vescovo cattolico italiano († 1754)
- 24 ottobre - Luigi Ottone di Salm, conte († 1738)
- 30 ottobre - Bonaventura Barberini, religioso, teologo e arcivescovo cattolico italiano († 1743)

### Novembre
- 1º novembre - Sergio Pola, vescovo cattolico italiano († 1748)
- 6 novembre - Niccolò Forteguerri, poeta e presbitero italiano († 1735)
- 7 novembre - Cristiano III del Palatinato-Zweibrücken, nobile tedesco († 1735)
- 15 novembre - Girolamo Grimaldi, cardinale e arcivescovo cattolico italiano († 1733)
- 23 novembre - Pierre Du Mage, compositore e organista francese († 1751)
- 28 novembre - Luigi Pio di Savoia, diplomatico italiano († 1755)

### Dicembre
- 2 dicembre - Matilde d'Este, nobile italiana († 1732)
- 14 dicembre - Johann Michael Heineccius, teologo tedesco († 1722)

### Senza giorno specificato
- Jérôme Phélypeaux, politico francese († 1747)
- Onofrio Avellino, pittore italiano († 1741)
- Pietro Bainville, pittore francese († 1749)
- Philip Christoph Becker, incisore tedesco († 1743)
- Luca Antonio Colomba, pittore svizzero († 1737)
- Spencer Compton, I conte di Wilmington, politico inglese († 1743)
- Alessandro Diacono, religioso russo († 1720)
- Johann Adolph Krohn, giurista e politico tedesco († 1750)
- Jean-François Leriget de La Faye, diplomatico e poeta francese († 1731)
- Jean-Baptiste Joseph Languet de Gergy, presbitero francese († 1750)
- John Lawson, esploratore, naturalista e scrittore britannico († 1711)
- Angelo Marchetti, matematico e cosmografo italiano († 1753)
- Bartolomeo Mazzuoli, scultore italiano († 1749)
- Ibrahim Muteferrika, diplomatico, tipografo e economista ottomano († 1745)
- Giuseppe Palmieri, pittore italiano († 1740)
- Giovanni Battista Parodi, pittore italiano († 1730)
- Lione Pascoli, scrittore e collezionista d'arte italiano († 1744)
- Ambrose Philips, poeta e politico inglese († 1749)
- John Potter, arcivescovo anglicano e filologo inglese († 1747)
- Pierre Rameau, coreografo francese († 1748)
- Jean-Pierre Ricard, giurista francese († 1728)
- Jethro Tull, agronomo e inventore britannico († 1741)
- Tomáš Uhorčík, criminale slovacco († 1713)
- Seyyid Vehbi, poeta ottomano († 1736)
- Martin Vinazer, scultore austriaco († 1744)
- Louis-Simon le Poupet de la Boularderie, militare francese († 1738)

## Morti

### Gennaio
- 3 gennaio - Claude Maltret, gesuita, grecista e teologo francese (n. 1621)
- 5 gennaio - Ebba Brahe, nobile svedese (n. 1596)
- 8 gennaio - Justus van Egmont, pittore fiammingo (n. 1601)
- 12 gennaio - Giacomo Carissimi, compositore italiano (n. 1605)
- 21 gennaio - Cornelis Bisschop, pittore olandese (n. 1630)
- 21 gennaio - Henri de La Trémoille, generale francese (n. 1598)
- 27 gennaio - Sybrand van Beest, pittore e disegnatore olandese (n. 1610)

### Febbraio
- 3 febbraio - Ulysses von Salis, militare e politico svizzero (n. 1594)
- 6 febbraio - Orazio Ricasoli Rucellai, letterato, filosofo e scienziato italiano (n. 1604)
- 10 febbraio - Leonard Bramer, pittore e disegnatore olandese (n. 1596)
- 15 febbraio - Nicolò Mascardi, gesuita, missionario e esploratore italiano (n. 1624)
- 22 febbraio - Jean Chapelain, poeta e critico letterario francese (n. 1595)
- 24 febbraio - Matthias Weckmann, organista e compositore tedesco
- 25 febbraio - Stefano De Mari, doge (n. 1593)

### Marzo
- 6 marzo - Giovan Paolo Schor, pittore, scenografo e architetto austriaco (n. 1615)
- 13 marzo - Giacomo Antonio Fancelli, scultore italiano (n. 1606)
- 19 marzo - Vincenzo Manenti, pittore italiano (n. 1600)
- 23 marzo - Henry Cromwell, militare e rivoluzionario inglese (n. 1628)
- 24 marzo - Giuseppe Campanile, genealogista italiano

### Aprile
- 5 aprile - Giorgio Federico di Nassau-Siegen, nobile e militare tedesco (n. 1606)
- 18 aprile - John Graunt, statistico britannico (n. 1620)
- 22 aprile - Hans Ludwig Engel, avvocato austriaco (n. 1630)
- 23 aprile - Francesco Angelo Dessì, avvocato, giurista e politico spagnolo (n. 1600)
- 29 aprile - Pietro Martire Rusca, vescovo cattolico, filosofo e scrittore italiano (n. 1615)

### Giugno
- 8 giugno - Jan Lievens, pittore olandese (n. 1607)
- 13 giugno - Louis Boullogne, pittore e incisore francese (n. 1609)
- 14 giugno - Marin Le Roy de Gomberville, poeta e romanziere francese (n. 1600)
- 14 giugno - Benito Sánchez de Herrera, vescovo cattolico e teologo spagnolo (n. 1598)
- 25 giugno - Maurizia Eleonora del Portogallo, nobildonna portoghese (n. 1609)

### Luglio
- 2 luglio - Eberardo III di Württemberg, duca (n. 1614)
- 14 luglio - Pelham Humphreys, compositore inglese (n. 1647)
- 24 luglio - Giuseppe Zongo Ondedei, vescovo cattolico italiano (n. 1608)
- 30 luglio - Karel Škréta, pittore ceco (n. 1610)

### Agosto
- 7 agosto - Pieter van Ruijven, mecenate olandese (n. 1624)
- 12 agosto - Philippe de Champaigne, pittore francese (n. 1602)
- 12 agosto - Lasse Lucidor, poeta svedese (n. 1638)

### Settembre
- 1º settembre - Augusta Maddalena d'Assia-Darmstadt, poetessa tedesca (n. 1657)
- 3 settembre - Pieter Boel, pittore fiammingo (n. 1622)
- 10 settembre - Ermanno Egon di Fürstenberg, nobile tedesco (n. 1627)
- 12 settembre - Nicolaes Tulp, medico olandese (n. 1593)
- 17 settembre - Pio Enea II Obizzi, librettista italiano (n. 1592)
- 18 settembre - Gabriel Cossart, storico e religioso francese (n. 1615)
- 23 settembre - Bartolomeo III Arese, nobile e politico italiano (n. 1590)
- 26 settembre - Ottavio Acquaviva d'Aragona, cardinale italiano (n. 1609)
- 27 settembre - Robert Arnauld d'Andilly, politico, poeta e scrittore francese (n. 1589)
- 29 settembre - Gerbrand van den Eeckhout, pittore olandese (n. 1621)

### Ottobre
- 13 ottobre - Mattia Carneri, scultore e architetto italiano (n. 1592)
- 15 ottobre - Robert Herrick, poeta inglese (n. 1591)
- 24 ottobre - Diego Zapata de Mendoza y Sidonia, politico e nobile spagnolo (n. 1613)
- 27 ottobre - Hallgrímur Pétursson, poeta islandese (n. 1614)
- 28 ottobre - Giovanni Bona, cardinale e letterato italiano (n. 1609)

### Novembre
- 8 novembre - John Milton, scrittore, poeta e filosofo inglese (n. 1608)
- 9 novembre - Cristina Federica di Württemberg, nobile (n. 1644)
- 14 novembre - Giovanni Battista Ferrini, organista, clavicembalista e compositore italiano
- 27 novembre - Louis de Rohan, nobile francese (n. 1635)
- 27 novembre - Franciscus Van den Enden, gesuita, medico e poeta fiammingo (n. 1602)

### Dicembre
- 3 dicembre - Caspar Gras, scultore austriaco (n. 1585)
- 7 dicembre - Carlo Emilio di Brandeburgo, principe (n. 1655)
- 9 dicembre - Edward Hyde, I conte di Clarendon, storico e politico inglese (n. 1609)
- 12 dicembre - Francesco Marino I Caracciolo, IV principe di Avellino, militare e principe italiano (n. 1631)
- 17 dicembre - Filippo Francesco d'Arenberg, nobile e militare belga (n. 1625)
- 19 dicembre - Marcello Santacroce, cardinale e vescovo cattolico italiano (n. 1619)
- 26 dicembre - Vincent Contenson, teologo e predicatore francese (n. 1641)

### Senza giorno specificato
- Atike Sultan, principessa ottomana
- Chöying Dorje, monaco buddhista tibetano (n. 1604)
- Gabriel Adarzo de Santander, arcivescovo cattolico spagnolo (n. 1596)
- Gottfried Behm, astronomo e matematico tedesco (n. 1636)
- Petar Bogdan, storico bulgaro (n. 1601)
- Francesco Caldei, pittore italiano
- Robert Douglas, religioso scozzese (n. 1594)
- Gaspar van Eyck, pittore fiammingo (n. 1613)
- Thomas Ford, teologo e religioso inglese (n. 1598)
- Pieter de Jode il Giovane, incisore, editore e mercante d'arte fiammingo (n. 1606)
- Samuel Knibb, orologiaio britannico (n. 1625)
- Guy Michel Le Jay, biblista e giurista francese (n. 1588)
- Johannes Lingelbach, pittore e incisore olandese (n. 1622)
- Giovanni Battista Lomellini, doge (n. 1594)
- Giovanni Quagliata, pittore italiano (n. 1603)
- Gaspar Roomer, mercante e mecenate olandese (n. 1595)
- William Sheppard, giurista britannico (n. 1595)
- Giuseppe Silos, religioso e scrittore italiano (n. 1601)
- Charles Sorel, scrittore francese (n. 1602)
- Thomas Traherne, poeta, teologo e scrittore inglese
- Matteo Vecchiazzani, storico italiano (n. 1568)
- Antoine Vitré, tipografo francese (n. 1595)
- Thomas Willett, mercante e politico inglese
- Jacob de Witt, politico olandese (n. 1589)
- Florido de Silvestris, editore, cantore e compositore italiano
- Luis de Ulloa y Pereira, scrittore e poeta spagnolo (n. 1584)
- Ferdinando van den Eynde, I marchese di Castelnuovo, nobile, mercante e collezionista d'arte italiano
- Jan van den Eynde, mercante, banchiere e collezionista d'arte fiammingo

## Calendario
| Calendario 1674 | Calendario 1674 | Calendario 1674 | Calendario 1674 | Calendario 1674 | Calendario 1674 | Calendario 1674 | Calendario 1674 | Calendario 1674 | Calendario 1674 | Calendario 1674 | Calendario 1674 | Calendario 1674 | Calendario 1674 | Calendario 1674 | Calendario 1674 | Calendario 1674 | Calendario 1674 | Calendario 1674 | Calendario 1674 | Calendario 1674 | Calendario 1674 | Calendario 1674 | Calendario 1674 | Calendario 1674 | Calendario 1674 | Calendario 1674 | Calendario 1674 | Calendario 1674 | Calendario 1674 | Calendario 1674 | Calendario 1674 | Calendario 1674 |
| --------------- | --------------- | --------------- | --------------- | --------------- | --------------- | --------------- | --------------- | --------------- | --------------- | --------------- | --------------- | --------------- | --------------- | --------------- | --------------- | --------------- | --------------- | --------------- | --------------- | --------------- | --------------- | --------------- | --------------- | --------------- | --------------- | --------------- | --------------- | --------------- | --------------- | --------------- | --------------- | --------------- |
|                 | 1               | 2               | 3               | 4               | 5               | 6               | 7               | 8               | 9               | 10              | 11              | 12              | 13              | 14              | 15              | 16              | 17              | 18              | 19              | 20              | 21              | 22              | 23              | 24              | 25              | 26              | 27              | 28              | 29              | 30              | 31              |                 |
| Gennaio         | Lu              | Ma              | Me              | Gi              | Ve              | Sa              | Do              | Lu              | Ma              | Me              | Gi              | Ve              | Sa              | Do              | Lu              | Ma              | Me              | Gi              | Ve              | Sa              | Do              | Lu              | Ma              | Me              | Gi              | Ve              | Sa              | Do              | Lu              | Ma              | Me              |                 |
| Febbraio        | Gi              | Ve              | Sa              | Do              | Lu              | Ma              | Me              | Gi              | Ve              | Sa              | Do              | Lu              | Ma              | Me              | Gi              | Ve              | Sa              | Do              | Lu              | Ma              | Me              | Gi              | Ve              | Sa              | Do              | Lu              | Ma              | Me              |                 |                 |                 |                 |
| Marzo           | Gi              | Ve              | Sa              | Do              | Lu              | Ma              | Me              | Gi              | Ve              | Sa              | Do              | Lu              | Ma              | Me              | Gi              | Ve              | Sa              | Do              | Lu              | Ma              | Me              | Gi              | Ve              | Sa              | Do              | Lu              | Ma              | Me              | Gi              | Ve              | Sa              |                 |
| Aprile          | Do              | Lu              | Ma              | Me              | Gi              | Ve              | Sa              | Do              | Lu              | Ma              | Me              | Gi              | Ve              | Sa              | Do              | Lu              | Ma              | Me              | Gi              | Ve              | Sa              | Do              | Lu              | Ma              | Me              | Gi              | Ve              | Sa              | Do              | Lu              |                 |                 |
| Maggio          | Ma              | Me              | Gi              | Ve              | Sa              | Do              | Lu              | Ma              | Me              | Gi              | Ve              | Sa              | Do              | Lu              | Ma              | Me              | Gi              | Ve              | Sa              | Do              | Lu              | Ma              | Me              | Gi              | Ve              | Sa              | Do              | Lu              | Ma              | Me              | Gi              |                 |
| Giugno          | Ve              | Sa              | Do              | Lu              | Ma              | Me              | Gi              | Ve              | Sa              | Do              | Lu              | Ma              | Me              | Gi              | Ve              | Sa              | Do              | Lu              | Ma              | Me              | Gi              | Ve              | Sa              | Do              | Lu              | Ma              | Me              | Gi              | Ve              | Sa              |                 |                 |
| Luglio          | Do              | Lu              | Ma              | Me              | Gi              | Ve              | Sa              | Do              | Lu              | Ma              | Me              | Gi              | Ve              | Sa              | Do              | Lu              | Ma              | Me              | Gi              | Ve              | Sa              | Do              | Lu              | Ma              | Me              | Gi              | Ve              | Sa              | Do              | Lu              | Ma              |                 |
| Agosto          | Me              | Gi              | Ve              | Sa              | Do              | Lu              | Ma              | Me              | Gi              | Ve              | Sa              | Do              | Lu              | Ma              | Me              | Gi              | Ve              | Sa              | Do              | Lu              | Ma              | Me              | Gi              | Ve              | Sa              | Do              | Lu              | Ma              | Me              | Gi              | Ve              |                 |
| Settembre       | Sa              | Do              | Lu              | Ma              | Me              | Gi              | Ve              | Sa              | Do              | Lu              | Ma              | Me              | Gi              | Ve              | Sa              | Do              | Lu              | Ma              | Me              | Gi              | Ve              | Sa              | Do              | Lu              | Ma              | Me              | Gi              | Ve              | Sa              | Do              |                 |                 |
| Ottobre         | Lu              | Ma              | Me              | Gi              | Ve              | Sa              | Do              | Lu              | Ma              | Me              | Gi              | Ve              | Sa              | Do              | Lu              | Ma              | Me              | Gi              | Ve              | Sa              | Do              | Lu              | Ma              | Me              | Gi              | Ve              | Sa              | Do              | Lu              | Ma              | Me              |                 |
| Novembre        | Gi              | Ve              | Sa              | Do              | Lu              | Ma              | Me              | Gi              | Ve              | Sa              | Do              | Lu              | Ma              | Me              | Gi              | Ve              | Sa              | Do              | Lu              | Ma              | Me              | Gi              | Ve              | Sa              | Do              | Lu              | Ma              | Me              | Gi              | Ve              |                 |                 |
| Dicembre        | Sa              | Do              | Lu              | Ma              | Me              | Gi              | Ve              | Sa              | Do              | Lu              | Ma              | Me              | Gi              | Ve              | Sa              | Do              | Lu              | Ma              | Me              | Gi              | Ve              | Sa              | Do              | Lu              | Ma              | Me              | Gi              | Ve              | Sa              | Do              | Lu              |                 |